# Blackburn B-24 Skua
Pour les articles homonymes, voir Skua.
Le Blackburn B-24 Skua fut le premier monoplan de la Fleet Air Arm (aéronavale de la Royal Navy). Il combinait les fonctions de chasseur et de bombardier en piqué. Conçu vers la fin des années 1930, il prit part aux premiers combats de la Seconde Guerre mondiale.

## Conception

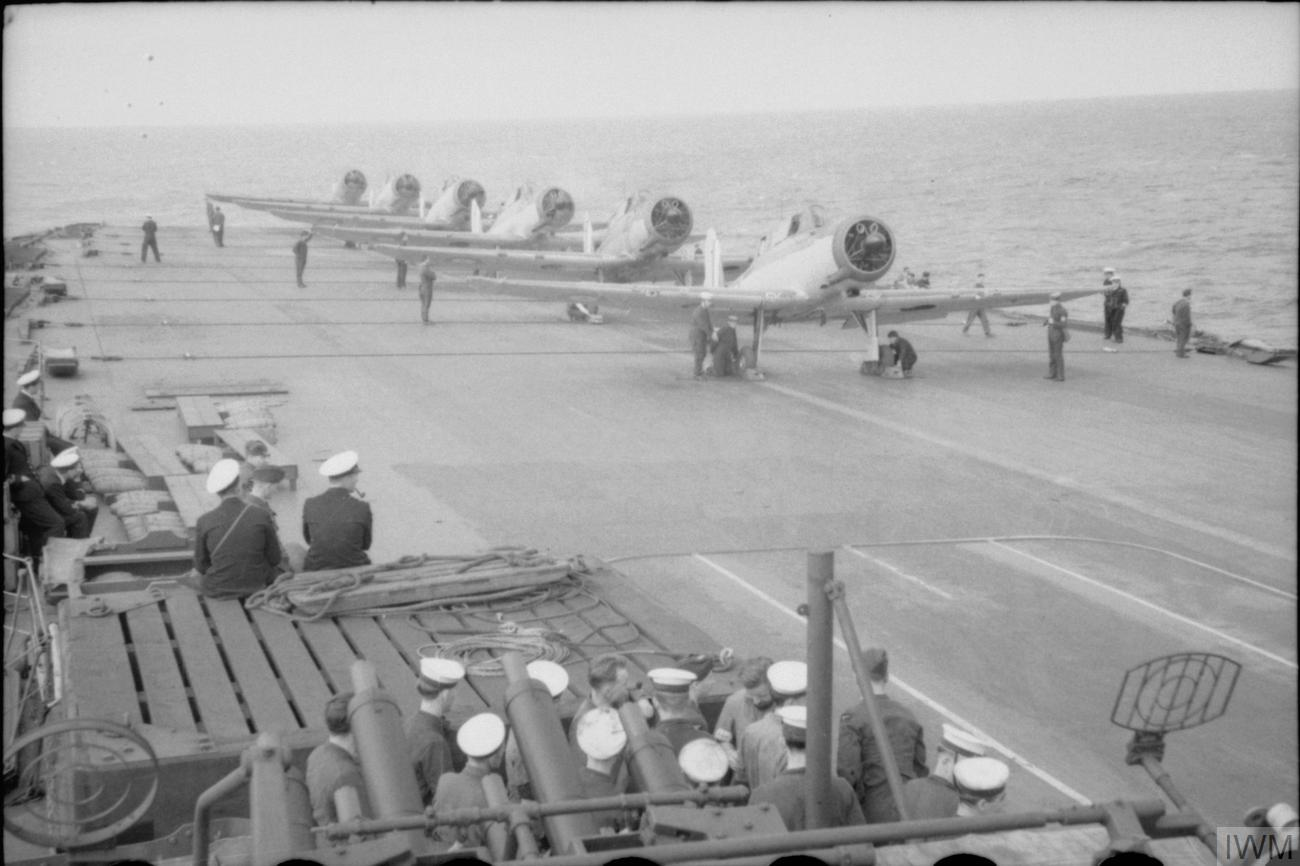
Des Blackburn Skua sur le pont du.

Construit suivant les spécifications du ministère de l'Air O.27/34, il avait une structure entièrement en duralium avec un train rétractable et un cockpit fermé. C'était le premier avion monoplan de la Fleet Air Arm, ce qui marqua un changement radical avec les biplans à cockpit ouvert qui l'équipaient avant comme le Fairey Swordfish, le Hawker Osprey ou le Hawker Nimrod.
Les performances du Skua en tant que chasseur étaient compromises à cause de son design et de son manque de puissance qui handicapait sa vitesse de pointe. Ses adversaires contemporains comme le Messerschmitt Bf 109 avec 466 km/h dépassaient largement les 362 km/h du Skua. Cependant, son armement était correct pour la période avec quatre mitrailleuses Browning 1919 de calibre 0.303 dans les ailes et une mitrailleuse Vickers K de défense tirant en arrière.
Dans le rôle de bombardier en piqué, une unique bombe de 115 ou 230 kg était chargée sous le fuselage et était larguée à l'aide d'une béquille spéciale qui l'éloignait de l'arc de l'hélice lors des phases de bombardement. 4 bombes de 20 kg ou 8 de 10 kg Cooper Bombs pouvaient aussi être transportées grâce aux points d'attache situés sous les ailes. Il était équipé en plus de larges aérofreins qui l'aidaient durant les phases de bombardement et d'appontage.

## Pays opérateurs
Royaume-Uni
- Fleet Air Arm
- Royal Air Force

## Engagements
L'emploi du Skua commença en 1938 à bord du porte-avions HMS Ark Royal et se termina en 1941 après l'apparition d'avions plus modernes.
Cependant, le Skua fut le premier avion à obtenir une victoire aérienne de la Fleet Air Arm (?) lors de la Seconde Guerre mondiale : le 26 septembre 1939, 3 Skuas du 803 Naval Air Squadron lancés à partir du HMS Ark Royal abattent un hydravion Dornier Do 18 allemand au-dessus de la mer du Nord.
Le 10 avril 1940, 16 Skuas des 800 et 803 NAS commandés par le Lt. Cdr. William Lucy, en partance de la Royal Naval Air Station Hatston situé dans les îles Orcades coulent le croiseur allemand Königsberg dans le port de Bergen durant l'invasion allemande de la Norvège, en trois coups directs au but. Ce fut le premier bâtiment de guerre d'importance à avoir été coulé par des bombardements en piqué. Le lieutenant-commander Lucy devint plus tard un as de l'aviation volant sur Skua. Malheureusement, ces deux squadrons de Skua subirent de lourdes pertes dans une tentative de couler le croiseur de bataille Scharnhorst à Trondheim, le 13 juin 1940 ; sur 15 appareils du raid, 8 seront abattus et leurs équipages tués ou fait prisonniers ; parmi ces derniers, les deux commandants d'escadrille : le capitaine R. T. Partridge et le lieutenant-commander John Casson.
Bien que le Skua se soit bien comporté face aux bombardiers de l'Axe durant les campagnes de Norvège et de Méditerranée, le Blackburn B-24 enregistra de lourdes pertes face à des chasseurs plus modernes, tel que le Messerschmitt Bf 109 et dut être rapidement retiré de la première ligne dès 1941.
Il sera en grande partie remplacé dans ses attributions par un autre monomoteur biplace : le Fairey Fulmar, doublant son armement offensif et augmentant sa vitesse de pointe de 80 km/h par rapport à son prédécesseur. Le Skua sera alors cantonné à des activités tel que l'entraînement avancé ou le remorquage de cible soit en modifiant les appareils retirés du service, soit en équipant directement les appareils sortant de l'usine pour cette mission, selon les conditions spécifiques de la RAF et de la Royal Fleet Arm. La dernière unité en service fut retirée en 1945.

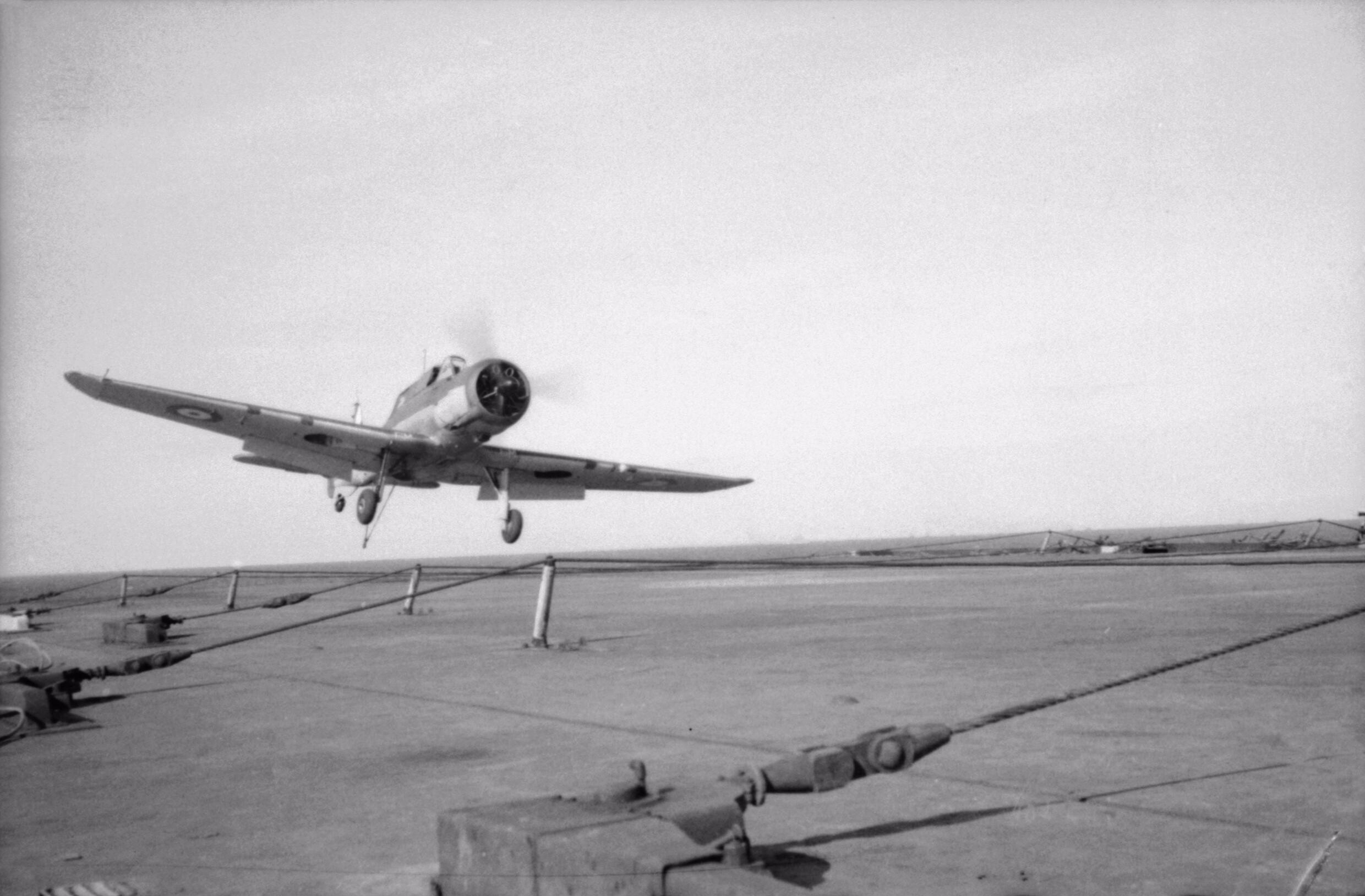
Appontage à bord de l’Ark Royal en avril 1941.

## Variantes
Skua Mk.I2 prototypes équipés d'un moteur Bristol Mercury. Possédait des capots de carénage distinctifs au-dessus du moteur Mercury. Le premier prototype (K5178) possédait un nez plus court que le second prototype (K5179), dont le nez avait été rallongé pour améliorer la stabilité longitudinale.
Skua Mk.IIModèle de production de chasseur et bombardier en piqué biplace équipé d'un Bristol Perseus installé dans le long nez du prototype K5179 mais avec un capot plus court et lisse. 190 unités construites par Blackburn à l'aérodrome de Brough (en) pour le compte de la Royal Navy.
Blackburn B-25 RocAvion similaire au Skua mais possédant en plus une tourelle quadritubes. Il utilisait le même concept que le Boulton Paul Defiant, tout son armement étant réuni dans cette tourelle. Le Roc devait servir aux côtés du Skua. Pour cela, il fut rattaché aux squadrons déjà équipés de Skua, pour protéger l'ancrage de la flotte basé à Scapa Flow début 1940, mais aussi pour protéger le HMS Glorious et du HMS Ark Royal durant la campagne de Norvège et enfin pour sécuriser la Manche durant l'opération Dynamo, l'évacuation alliée de Dunkerque.

## Avions survivants

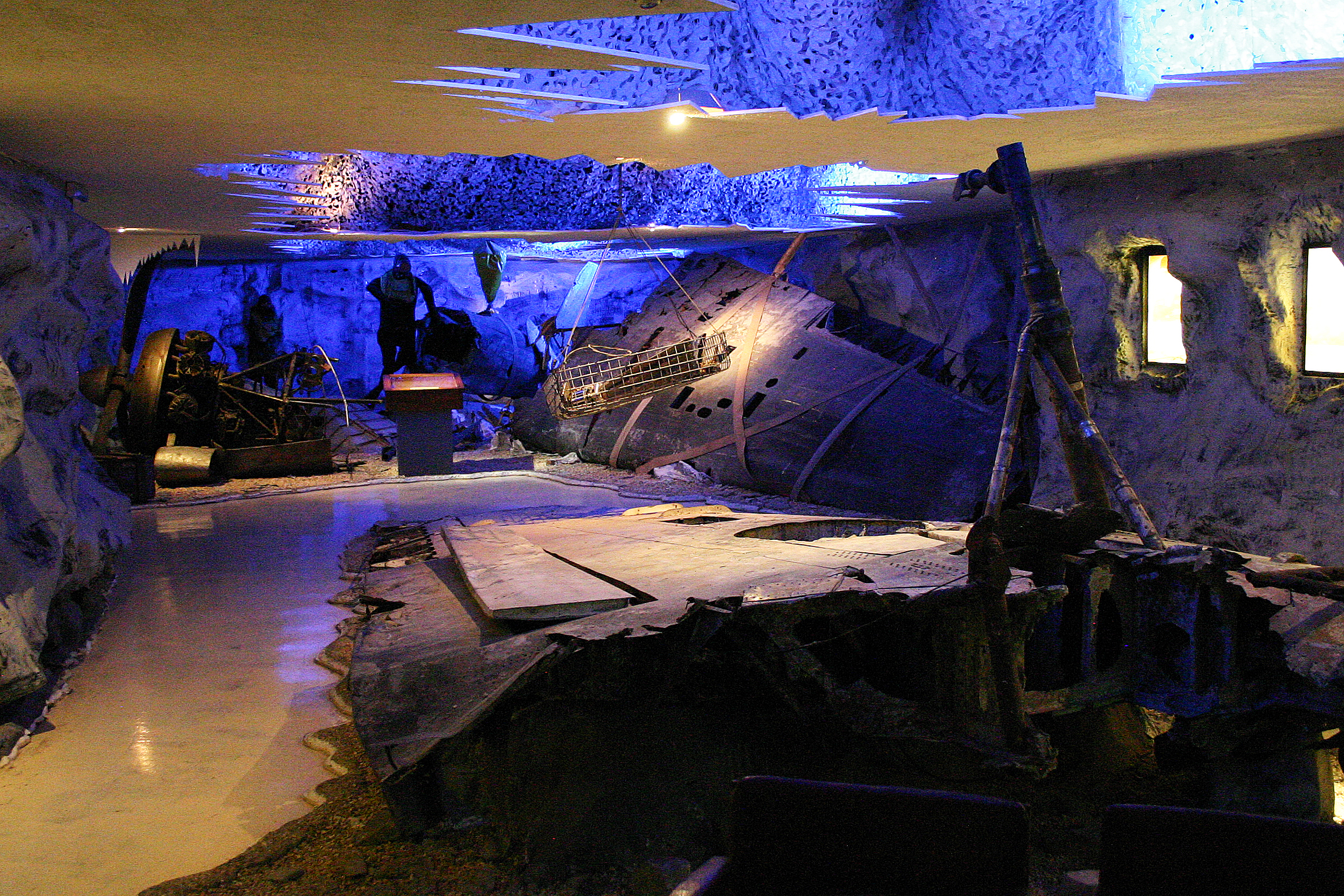
Épave du Blackburn Skua L2940 exposée au Fleet Air Arm Museum.

En avril 2007, l'unique Blackburn Skua (presque) complet fut découvert dans l'Orkdalsfjorden en Norvège, par près de 242 mètres de profondeur. À cause d'une panne moteur, ce Skua piloté par le lieutenant commander John Casson, leader du 803 Squadron, fut obligé de faire un amerrissage forcé dans ce fjord. Les deux membres d'équipage survivront mais furent retenus pendant cinq ans comme prisonniers de guerre. En dépit des efforts pour remonter l'appareil entier, la queue de l'avion se brisa. Le moteur s'était déjà séparé de la carcasse du Skua durant le crash initial. Le fuselage, le cockpit et les ailes furent par contre sauvées. Ce Skua fut restauré au muséum norvégien d'aviation de Bodø,.